# Roma e le guerre con Equi e Volsci
Le guerre di Roma contro Equi e Volsci furono una costante della storia del Lazio a partire quantomeno dalla fine del VI secolo a.C.
(Tito Livio, Ab Urbe condita libri, lib. I, capoverso 53)

## Contesto storico
Verso la fine del VI secolo a.C. all'epoca in cui Roma era dominata dalla dinastia etrusca dei Tarquini, gli Equi occupavano l'estensione superiore delle valli del fiume Anio (Aniene), affluente del Tevere, del Tolenus (Turano), della Himella (Imele) e del Saltus (Salto), che scorrono verso nord e confluiscono nel fiume Nera. I Volsci invece abitavano un'area parzialmente collinosa e paludosa del sud del Latium vetus, limitata dagli Aurunci e dai Sanniti a sud, dagli Ernici ad est e all'incirca dalla linea che va da Norba e Cora a nord. La loro capitale era Anzio.
Equi e Volsci, spesso da soli, spesso da alleati, i primi a nord-est ed i secondi a sud-est di Roma, ne attaccavano soprattutto il territorio circostante con continue azioni di saccheggio. Gli Equi, avanguardia delle genti umbre, erano scesi dall'Appennino centrale e si erano attestati sui colli attorno a Tusculum. Con le loro operazioni insidiavano l'agro romano e le comunicazioni commerciali lungo la Via Latina.

## Guerre

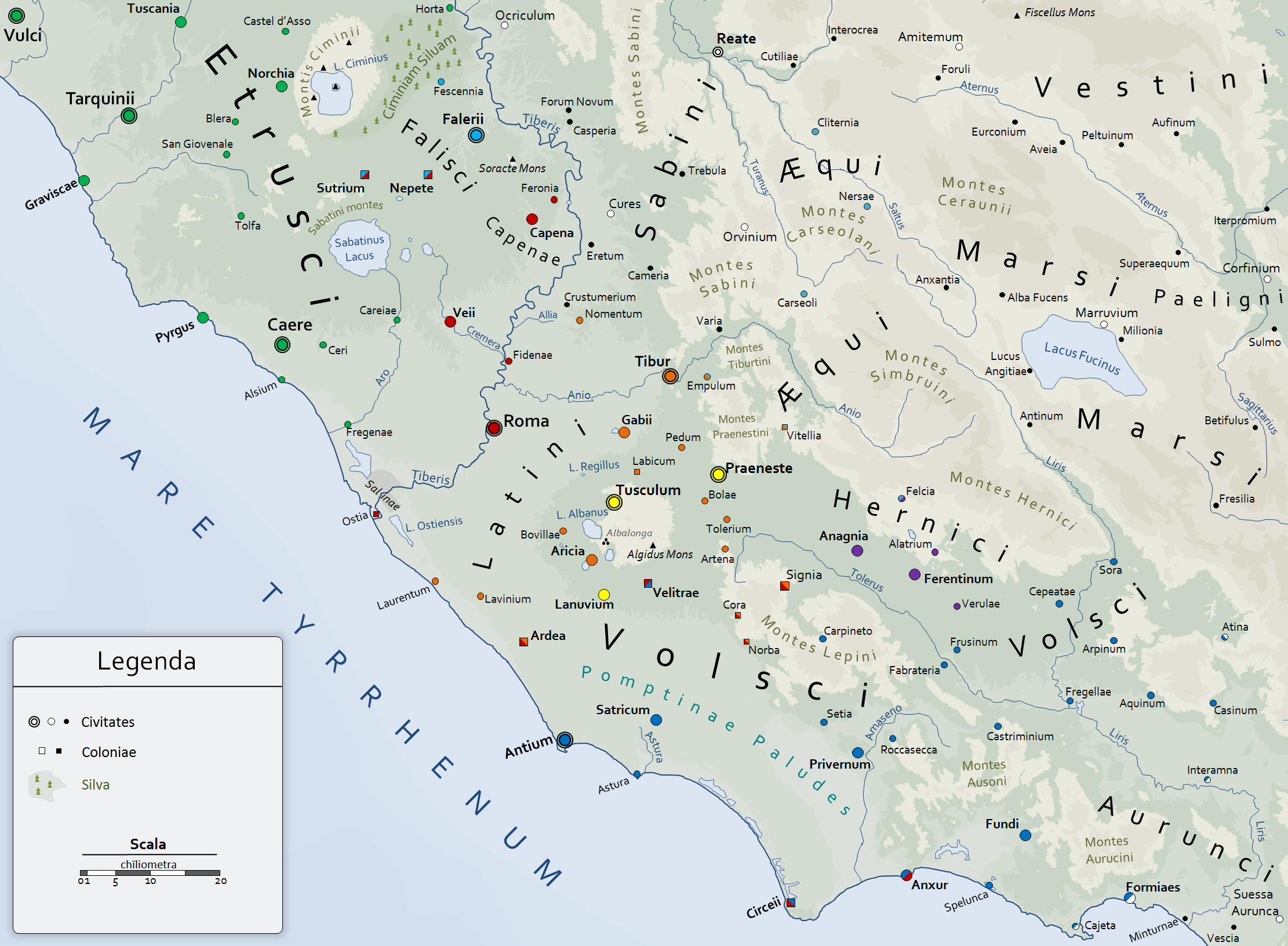
Mappa del Latium vetus al termine del sacco di Roma del 390 a.C.. Legenda con i colori della città e colonie:

616-579 a.C.
Al tempo di Tarquinio Prisco, questo re condusse contro gli Equi una fortunata campagna militare, riuscendo a distruggere anche numerose loro città.
535-509 a.C.
Il primo scontro tra Romani e Volsci avvenne al tempo dell'ultimo re di Roma, Tarquinio il Superbo.
495 a.C.
Appena usciti vittoriosi dalla Battaglia del Lago Regillo del 496 a.C. contro i Latini,  i romani furono attaccati dai Volsci, che li credevano incapaci di rispondere dopo le fatiche di quella guerra. Invece i romani, guidati dal console Publio Servilio Prisco Strutto, non solo li respinsero, ma ne distrussero la capitale Suessa Pometia.
494 a.C.
Nominato dittatore Manio Valerio Voluso Massimo, chiamò alle armi il popolo romano in massa. Si racconta, infatti, che furono formate ben 10 legioni, affidate tre a ciascuno dei due consoli dell'anno, e mantenendone così quattro sotto il diretto controllo del dittatore.. Quest'ultimo elaborò un piano secondo il quale, Aulo Verginio Tricosto Celiomontano avrebbe condotto le proprie legioni contro i Volsci, Tito Veturio contro gli Equi, mentre egli stesso si sarebbe opposto ai Sabini. Aulo Verginio, alla testa delle tre legioni affidategli dal dittatore, mosse contro i Volsci, sbaragliandoli in campo aperto, nonostante i romani fossero in inferiorità numerica ed esitanti, rincorrendoli fin dentro la loro città di Velletri, che fu conquistata e saccheggiata.
(Tito Livio, Ab Urbe condita libri, lib. II, par. 30)
Stessa sorte toccò anche agli eserciti guidati da Manio Valerio e Tito Veturio, che ebbero ragione dei propri nemici e poterono così far ritorno a Roma.
493 a.C.
Pochi anni dopo la battaglia del Lago Regillo, consoli Postumio Cominio Aurunco e Spurio Cassio Vecellino, a Roma, si ebbe la prima secessione della plebe, che si era ritirata sul Monte Sacro. La situazione era poi resa oltremodo complicata dalla necessità di definire un nuovo trattato (foedus) con i Latini, compito che fu affidato al console Spurio Cassio, trattato che da lui prese il nome (Foedus Cassianum), e dai preparativi bellici intrapresi dai Volsci, contro cui si decise di intraprendere l'ennesima azione militare, affidandola al console Postumio Cominio. Quest'ultimo iniziò la campagna militare guidando l'esercito romano contro i Volsci di Anzio, al termine della quale la città fu espugnata. Successivamente l'esercito romano marciò contro le città volsce di Longula, Polusca e Corioli, che finirono per essere conquistate anch'esse dai Romani. Di quest'ultima si ricorda l'apporto decisivo di Gneo Marcio, tanto che Tito Livio annota:

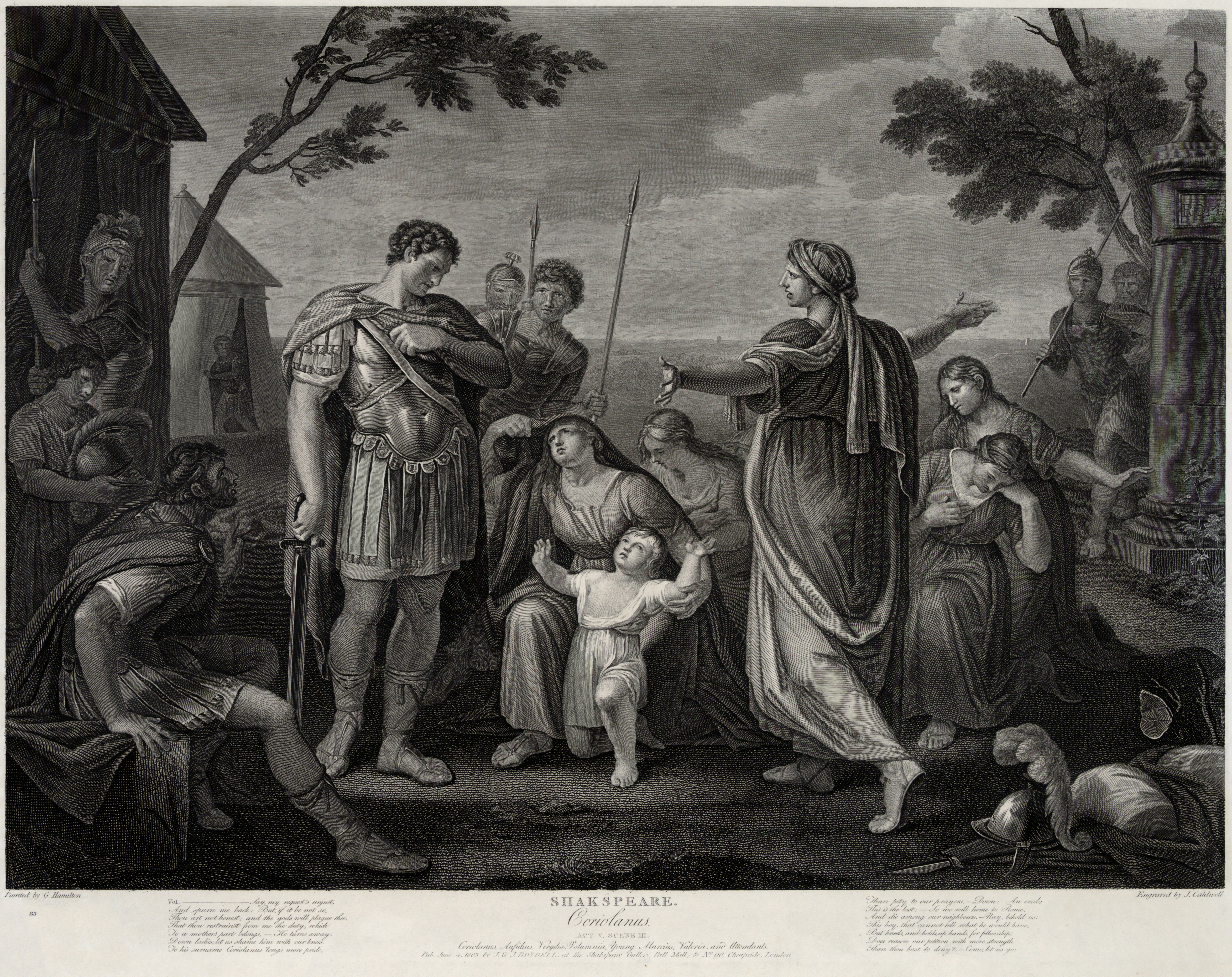
Gneo Marcio Coriolano venne fermato alle porte di Roma dalle implorazioni della madre Veturia e della moglie Volumnia, accorsa con i due figlioletti in braccio, che lo convinsero a desistere dal proprio proposito di distruggere Roma

(Tito Livio, Ab Urbe condita libri, lib. II, par. 33)
488 a.C.
Pochi anni più tardi quello stesso Coriolano che aveva contribuito a vincere i Volsci, si rifugiò in esilio forzato presso di loro. Egli scelse la città di Anzio, ospite di Attio Tullio, eminente personalità tra i Volsci. I due, animati da forti sentimenti di rivincita nei confronti di Roma, iniziarono a tramare affinché tra i Volsci, più volte battuti in scontri campali dall'esercito romano, si sviluppassero nuovamente motivi di risentimento contro i romani, tali da far nascere in questi il desiderio di entrare in guerra contro il potente vicino.
(Plutarco, Vite parallele, 6. Gneo Marcio Coriolano e Alcibiade, XXVI, 1)
Alla fine i Volsci decisero per una nuova guerra contro Roma, ed affidarono a Coriolano e ad Attio Tullio il comando dell'esercito.
(Tito Livio, Ab Urbe condita libri, lib. II, par. 39)
Ma, alle porte dell'Urbe al IV miglio della Via Latina, dove si trovava il confine dell'Ager Romanus Antiquus (nei pressi dell'attuale Via del Quadraro), mentre i consoli del 488 a.C., Spurio Nauzio e Sesto Furio, organizzavano le difese della città, venne fermato dalle implorazioni della madre Veturia e della moglie Volumnia, accorsa con i due figlioletti in braccio, che lo convinsero a desistere dal proposito di distruggere Roma.
(Tito Livio, Ab Urbe condita libri, lib. II, par. 40)
Tito Livio riporta come non ci fosse concordanza sulla morte di Coriolano; secondo parte della tradizione, fu ucciso dai Volsci, che lo considerarono un traditore, per aver sciolto l'esercito sotto le mura di Roma, secondo Fabio morì di vecchiaia in esilio.
486
Eletto console per la terza volta, Spurio Cassio Vecellino marciò contro i Volsci e gli Ernici, e poiché i nemici chiesero subito la pace alla vista delle legioni romane, non ci fu nessuno scontro. Nonostante ciò Cassio ottenne il trionfo, che è registrato nei fasti trionfali.
484 a.C.
Il centro principale degli Equi fu conquistato dai Romani una prima volta nel corso di quest'anno.
I romani, condotti dal console Lucio Emilio Mamercino, subiscono una pesante sconfitta dai Volsci ad Anzio, riuscendo però a rifarsi nella successiva battaglia di Longula.
482 a.C.
Gli Equi attaccarono la città latina di Ortona, mentre i Veienti, ormai sazi di bottino, minacciavano di attaccare la stessa Roma. Il console romano Gaio Giulio Iullo fu incaricato di condurre contro di loro una nuova guerra.
475 a.C.
Il console Publio Valerio Publicola si fece aiutare dai socii Latini ed Ernici, scagliandosi prima contro i Sabini ed espugnando l'accampamento mettendo in crisi anche la fiducia dei Veienti. La cavalleria di Valerio riuscì a scompaginare i difensori e a sbaragliare questi ultimi. Appena in tempo per fermare un attacco dei Volsci che a loro volta approfittavano delle difficoltà romane per compiere razzie e devastazioni.
471 a.C.
Il console, Appio Claudio Sabino Inregillense, cercò di vendicarsi contro la plebe usando severità estrema nel comando dell'esercito. Ciò creò, ovviamente, malcontenti e varie insubordinazioni, fino al punto che, quando gli Equi ed i Volsci affrontarono il console, moltissimi soldati gettarono le armi e fuggirono. Per questa ragione furono puniti con molta severità, un soldato su dieci.
469 a.C.
Al comando di Tito Numicio Prisco, i Romani espugnano e distruggono la città volsca di Cenone, porto ed emporio di Anzio;
468 a.C.
Al console Tito Quinzio Capitolino Barbato fu affidata la campagna militare contro Volsci  ed Equi; la battaglia, che durò diversi giorni, fu combattuta a 30 stadi di distanza da Anzio, e alla fine vide i Romani vittoriosi, nonostante avessero combattuto in inferiorità numerica insieme agli eserciti alleati degli Ernici e dei Latini. Poco dopo Anzio si arrese all'esercito romano che, lasciato un presidio in città, tornò a Roma, dove celebrò il trionfo;
467 a.C.
I Romani fondano una colonia nel territorio di Anzio, e siglano un trattato di pace con gli Equi.
464 a.C.
Sempre al consolare Tito Quinzio Capitolino Barbato fu invece affidato quest'anno, il comando delle truppe alleate dei Latini ed Ernici, nel corso delle operazioni contro gli Equi per liberare l'accampamento del console di quell'anno, Spurio Furio Medullino Fuso, assediato dal nemico.
463 a.C.
Poiché Roma era colpita da una pestilenza, della quale rimasero vittime gli stessi consoli Lucio Ebuzio Helva e Publio Servilio Prisco, gli Equi ne devastarono le campagne, arrivando fin sotto le mura di Roma.
462 a.C.
Quest'anno il console Lucio Lucrezio Tricipitino condusse una nuova campagna militare sia contro gli Equi sia contro i Volsci, ottenendo al termine delle operazioni un trionfo. Il suo collega Tito Veturio Gemino Cicurino ottenne invece un'ovatio.
459 a.C.
Gli Equi attaccarono Tuscolo e ne conquistarono la rocca. La riconoscenza dei romani per il determinante aiuto dato dai Tuscolani nella appena conclusa guerra servile fece muovere il console Lucio Cornelio Maluginense Uritino e le legioni di Roma in aiuto della città attaccata. Per alcuni mesi, l'altro console, Quinto Fabio Vibulano si divise fra l'assedio di Anzio contro i Volsci e le colline di Tusculum e proprio durante una delle assenze del console i Tuscolani riuscirono a scacciare, dopo averli affamati, i nemici dalla rocca. Gli Equi furono letteralmente denudati, fatti passare sotto il giogo e rimandati alle loro terre; il console, che stava tornando verso Tusculum li massacrò tutti alle falde del monte Algido. Per queste operazioni vittoriose, entrambi i consoli ottennero il trionfo.
458 a.C.

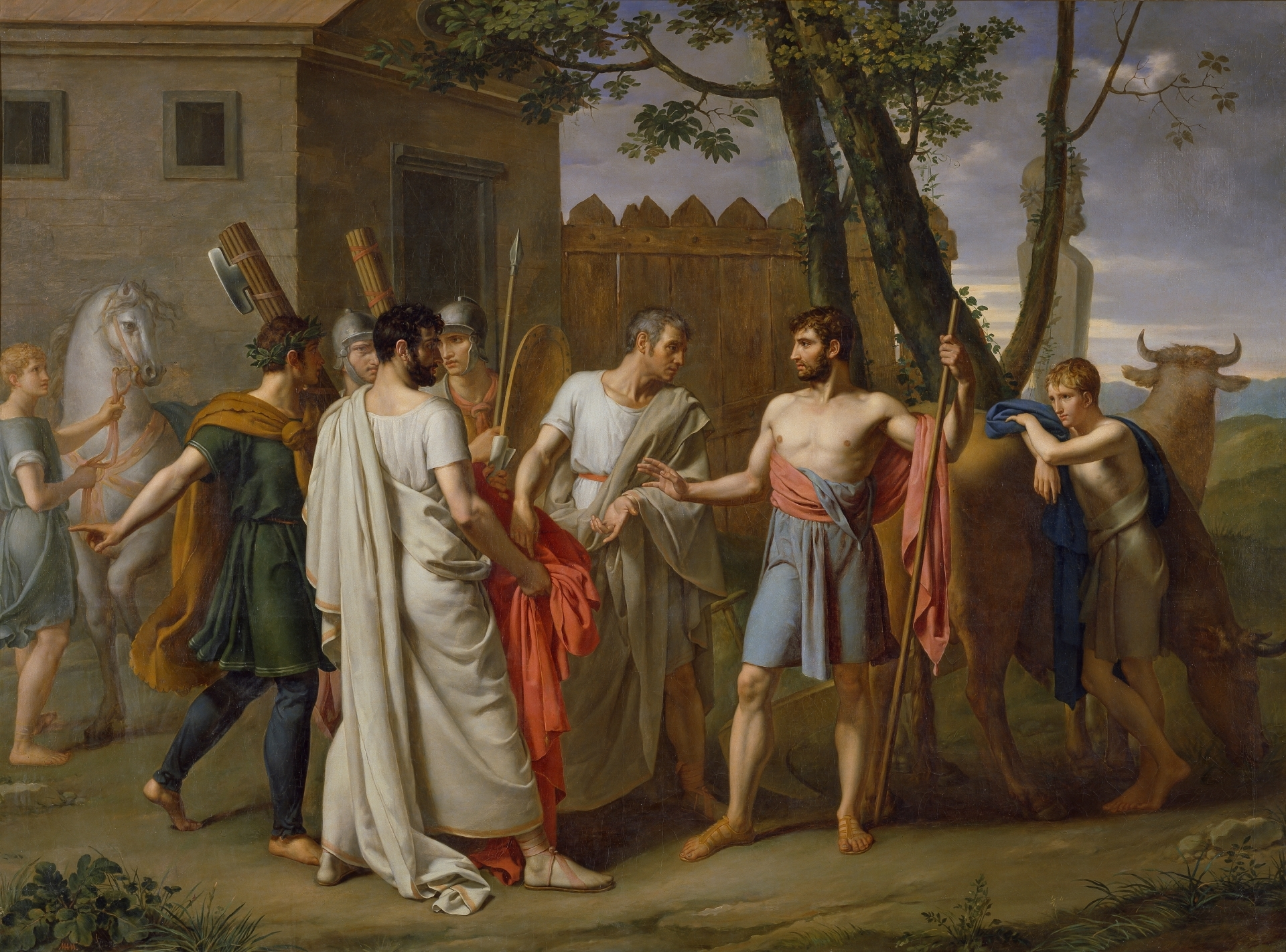
Fu deciso di nominare un dittatore Lucio Quinzio Cincinnato, al quale furono inviati dei messi, mentre stava ancora arando i suoi campi.

Nel corso di quest'anno, gli Equi, rotto il patto stipulato pochi mesi prima con Roma, conferirono il comando a Gracco Clelio, il loro personaggio più in vista. E ricominciò il saccheggio dei territori romani.
(Tito Livio, Ab Urbe condita libri, III, 25. trad.: G.D. Mazzocato)
Roma inviò ambasciatori - Quinto Fabio, Publio Volumnio e Aulo Postumio - per chiedere il rispetto dell'accordo. Gracco li trattò in modo sprezzante. Il senato ordinò che un console portasse l'esercito sul monte Algido contro Gracco e che l'altro console saccheggiasse il territorio degli Equi. I tribuni della plebe cercarono ancora una volta di fermare la leva, ma un esercito di Sabini si mise a devastare l'agro romano fin sotto le mura della città. La plebe prese le armi senza discussione e furono formati due grandi eserciti. Il console Gaio Nauzio Rutilo fu mandato nelle terre degli Equi mentre Lucio Minucio Esquilino Augurino partì con le sue legioni verso il monte Algido.
(ibid, III, 26.)
Cinque cavalieri riuscirono a sfuggire alla stretta, rientrarono a Roma e informarono la città che il console e tutto il suo esercito erano sotto assedio sul monte Algido. Nauzio, l'altro console, fu richiamato ma non seppe affrontare la situazione. Con accordo generale fu deciso di nominare un dittatore. Fu scelto Lucio Quinzio Cincinnato. Quest'ultimo non perse tempo ed il giorno seguente, nel Foro nominò il suo magister equitum, fermò ogni attività legislativa, giudiziaria e commerciale, ordinando a tutti coloro che erano in età adatta al servizio militare di presentarsi prima del tramonto in Campo Marzio. I romani partirono per il monte Algido incitandosi a vicenda e ricordandosi l'un l'altro che i commilitoni erano assediati già da tre giorni. Tanto fu efficace questo incitamento che a metà della notte giunsero a ridosso dei nemici. Il suono delle trombe e le grida dei soldati romani spaventarono gli Equi e raggiunsero i commilitoni assediati che compresero, con sollievo, di essere stati raggiunti dagli aiuti e, soprattutto, fecero capire al console che non doveva più tergiversare. Gli assediati presero quindi le armi e si lanciarono anch'essi all'attacco con grande clamore. Una battaglia notturna estremamente rumorosa che informò Cincinnato e le sue forze che gli assediati si erano mossi e intralciavano il contrattacco degli Equi. Questi ultimi si trovarono così presi fra due fuochi. Combatterono fino all'alba con l'esercito di Lucio Minucio. I soccorritori ebbero, così, tutta la notte per finire il loro lavoro; al mattino la palizzata era terminata: gli Equi erano circondati. E qui iniziò una seconda battaglia mentre la prima non era ancora terminata. Gli Equi,
(ibid, III, 28.)
Poco dopo espugnò anche la volsca Anzio. Per questi successi Cincinnato ottenne il meritato trionfo alle idi di settembre dell'anno successivo.
449 a.C.
Il console Lucio Valerio Potito ottenne nuovi successi ed il meritato trionfo sugli Equi,  e sui Volsci della città di Corioli. I turbolenti vicini, Volsci ed Equi, per i due anni successivi non attaccarono Roma (al 446 a.C.) permettendo all'Urbe di ricomporsi socialmente ed economicamente. Ma non poteva durare a lungo.
446 a.C.
Le ostilità ripresero. Stando a Tito Livio, furono i Volsci e gli Equi, spinti da capi avidi di bottino, a rompere la pace e gettarsi nel saccheggio delle campagne attorno a Roma. Ad un osservatore esterno, infatti, la città appariva divisa, si notava una plebe insofferente agli ordini e agli arruolamenti, la disciplina militare sembrava volatilizzata; Roma non era più quel compatto blocco sociale che dominava il territorio. L'occasione appariva perfetta per liberarsi di un vicino tanto forte e capace di usare quella forza. I due popoli riunirono i loro eserciti e si diedero al saccheggio del territorio dei Latini. I Romani presi dalle loro interne discordie non uscirono a contrastarli; gli attaccanti arrivarono fino alle porte della Città predando bestiame e, con calma, si acquartierarono a Corbione. Qui avvenne una battaglia decisiva dove i Romani ebbero la meglio.
438 a.C.
Sembra che i Volsci si unirono a Veienti e Fidenati contro i Romani, ma anche questa volta furono sconfitti dal dittatore Mamerco Emilio Mamercino.
406 a.C.
Venne quindi deciso di concentrare le azioni sui Volsci, l'esercito romano fu diviso in tre parti e mandato a saccheggiare il territorio dei nemici sotto il comando di tre dei quattro Tribuni militari. Lucio Valerio Potito si diresse su Anzio, Gneo Cornelio Cosso si diresse su Ecetra e Numerio Fabio Ambusto attaccò e conquistò Anxur lasciando la preda ai soldati di tutti e tre gli eserciti.
394 a.C.?
Nel corso di quest'anno il centro principale degli Equi fu nuovamente conquistato dei Romani per la seconda volta.
389 a.C.
Marco Furio Camillo combatté con successo contro gli Equi e contro i Volsci. Sesto Giulio Frontino racconta che lo stesso Camillo, di fronte al suo esercito esitante, afferrò con la mano il portatore di insegna (signifer) e lo portò con sé contro Volsci ed Equi, gli altri si vergognarono e lo seguirono.

██ Etruschi

██ Falisci nemici di Roma

██ Falisci alleati di Roma con guarnigione romana

██ Romani

██ Colonie romano-latine popolate soprattutto da Volsci

██ Colonie romano-latine

██ Latini neutrali

██ Latini in guerra con Roma tra il 390 e il 377 a.C.

██ Equi

██ Ernici

██ Volsci

██ Città volsce o aurunce (o sannite per Atina)

██ Popoli neutrali: Umbri, Sabini, Vestini,

                                      Marsi, Peligni e Aurunci

## Conseguenze

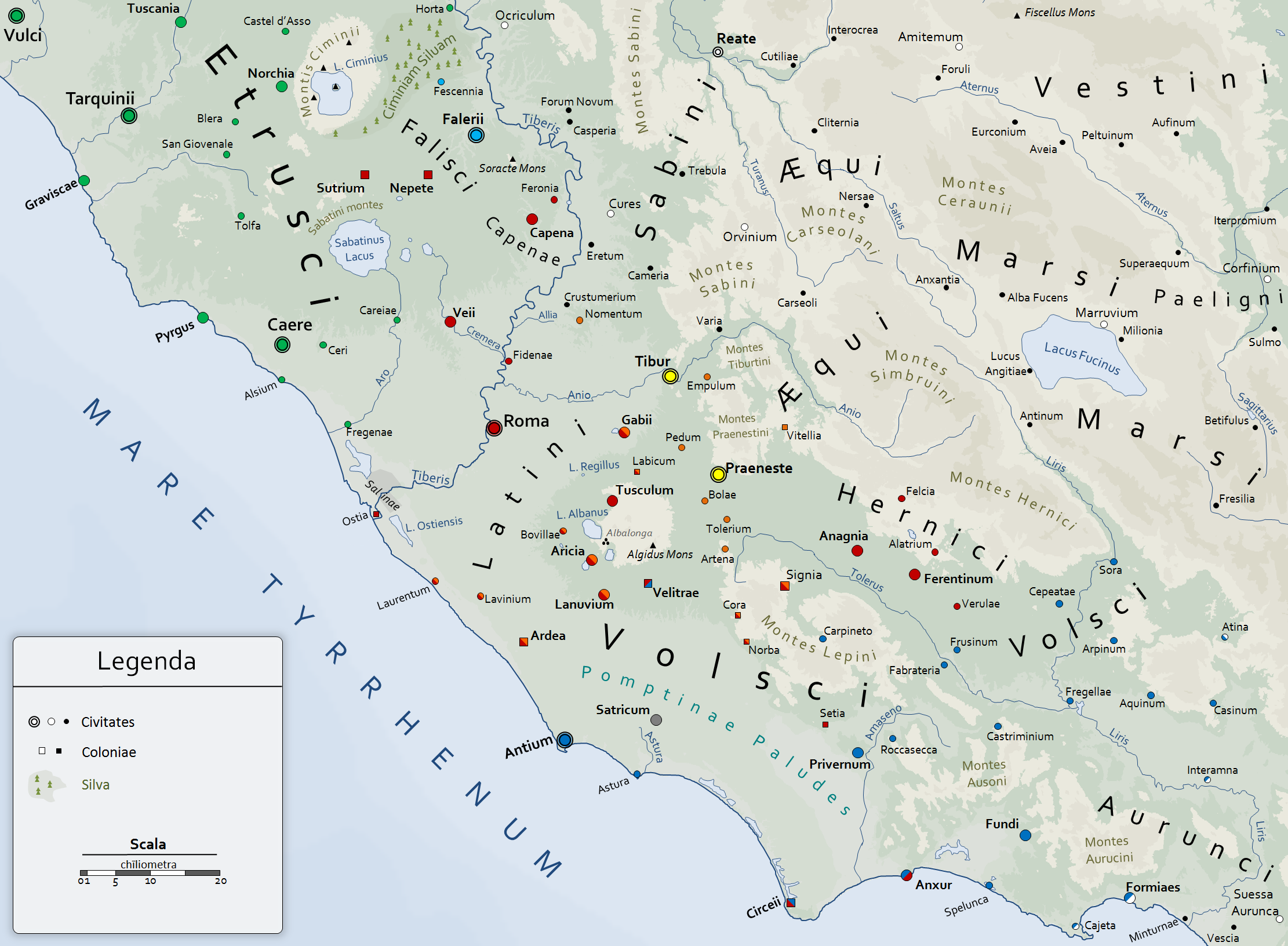
Guerre romano volsche dal 358 a.C. al 341 a.C.. I numeri in rosso indicano le tribù romane, mentre i pallini rossi, le città soggette a Roma; in viola le città latine; le colonie latine in giallo; a nord le città etrusche; in verde scuro le città volsce

Dopo oltre un secolo e mezzo di continue guerre, Volsci ed Equi vennero inglobati da Roma, facendo essi stessi parte del sistema repubblicano romano dopo un'iniziale colonizzazione dei loro territori, insieme ad Ernici, Sabini, Latini e Veienti.
358-357 a.C.
Dai Volsci sottomessi in modo pressoché definitivo, furono formate due nuove tribù rustiche: la Pomptina e la Popillia o Poblilia.
346 a.C.
Il console Marco Valerio Corvo ottenne una nuova vittoria e conseguente trionfo sui Volsci di Anzio e gli abitanti di Satricum.
338 a.C.
Quest'anno fu dedotta una colonia di cittadini romani ad Anzio.
304 a.C.
Gli Equi furono sottomessi definitivamente solo alla fine della seconda guerra sannitica, dopo nuovi successi ottenuti prima dal console Publio Sempronio Sofo nel 304 a.C. e poi dal dittatore del 302 a.C. Gaio Giunio Bubulco Bruto, ricevendo però una forma limitata di libertà. In seguito a questi eventi venne formata una nuova tribù rustica, l'Aniense (nel 299 a.C.), costituita dopo la loro sottomissione. Essa era posizionata attorno alle località di Affile, Ficulea, Trebula Suffenas, e Trevi nel Lazio.